# 해리 파크스
해리 스미스 파크스(Sir Harry Smith Parkes, CGMG, KCB, 1828년 2월 24일 – 1885년 3월 22일) 경은 영국의 대중국 외교관으로 애로호 사건을 크게 불려 제2차 아편전쟁을 일으킨 장본인이다. 원래 평민 출신이나 이 때의 공으로 기사작위에 올랐다. 이후 일본어와 역사까지 익혀 동아시아 전문가가 된 그는 1865년 자신의 옛 상관이자 주일영국공사 러더퍼드 올콕의 후임으로 18년간 주일영국공사를 맡았다. 1884년에는 주청영국공사 겸 주조선영국공사에 임명돼 중국 북경으로 건너갔고, 이듬해 임지에서 순직했다. 그는 한반도를 담당한 최초의 영국 외교관이다. 현재 홍콩 유젠왕구의 파크스 스트리트(Parkes Street.)는 그의 이름을 딴 것이다.

## 생애

### 유년기
잉글랜드 웨스트미들랜즈 스태포드셔 블록스위치의 버칠 홀(Birchill Hall)에서 태어났다. 그의 부친 해리 파크스(Harry Parkes)는 'Parkes, Otway & Co.'라는 지역 철공소의 설립자였고 해리는 아버지의 이름을 딴 것이었다. 태어난지 4년 만에 어머니를 잃고 이듬해 마차 사고(carriage accident)로 부친까지 잃어 고아가 된 해리 스미스 파크스는, 은퇴 해군 장교인 삼촌을 의지해 버밍엄에서 유년기를 보냈다. 버밍엄 버설 헤스(Balsall Heath) 초등학교에 다니던 1838년(만10세) 에섹스 쳄스포드의 킹 에드워드 4세 외국어학교로 진학했다.

### 중국 행과 1차 아편 전쟁
1841년 6월 통역사의 꿈을 갖게 된 파크스는 중국에 사는 그의 사촌 메리 원스톨(Mary Wanstall)을 찾아갔다. 그녀는 독일인 선교사 칼 귀츨라프(Karl Gützlaff)와 결혼해 마카오에 살고 있었는데, 사촌누나 집에 숙식하며 동년 10월에 영국 외교관이자 대중 무역 전권대사 헨리 포틴저(Sir Henry Pottinger) 경의 통역관 존 R. 모리슨에게 견습생 수업을 받았다. 이즈음 제1차 아편 전쟁(the First Opium War,1839–42)이 일어났다.
1842년 파크스는 심부름을 하는 틈틈이 중국어 문법과 기초 어휘를 배우는 한편 스승인 모리슨을 따라 홍콩에 가기도 했다. 6월 13일에는 스승의 상관인 포틴저 경을 수행해 장강 너머 난징에 갔다. 그는 1차 아편 전쟁의 마지막 전투인 전장 전투(현 장쑤성 전장시)를 직접 목격한다. 그리고 8월 29일 HMS 콘월리스(HMS Cornwallis)에 탑승해 눈 앞에서 난징 조약 조인식을 지켜보는 행운을 누렸다.
1843년 초 파크스는 누나 집으로 돌아와 매형 칼 귀츨라프의 복사 (기독교)로 교회에서 일했다. 누나집은 예전 마카오가 아니라 영국군이 저우산 군도를 점령한 이후 그곳으로 이사했다. 매형은 영국군의 문관 일까지 파트타임으로 겸하고 있었는데, 파크스는 누나집에서 숙식을 해결하며 이듬해 홍콩에서 있을 영국 정부 주관 영사 시험을 준비했다. 그리고 시험이 1개월 뒤로 임박하자 푸젠 성까지 내려가 시험 응시를 준비했다. 그러나 푸저우 항 가동이 늦어지는 불운을 겪어 대신 광둥 성에서 다음 번 시험에 응시했고, 합격 후 홍콩 식민청(Colonial Secretary of Hong Kong)에서 수습일을 시작했다.
1844년 6월 파크스는 샤먼시에서 초등 통역관으로 근무했다. 이듬해에는 영국 샤먼 영사관 영사인 러더퍼드 올콕(Rutherford Alcock)이 중국 민병대의 공격을 받았던 푸저우로 전근가는 바람에 같이 전임됐다.
1846년 5월에는 푸젠성의 민란을 진압한 영국 군은 중국으로부터 4만 6천 불에 달하는 배상금을 받아냈는데 협상 과정에 통역을 맡았다.
1846년 8월에는 얼콕과 함께 샹하이로 전근됐다. 보직은 그대로 얼콕의 통역 보좌관이었다. 그는 그 이듬해부터 일본어를 익히기 시작해 1848년 3월에는 상하이 주재 영국 부영사관으로 승진했다. 승진의 기쁨도 잠시 칭푸 구 (상하이시)에서 세 명의 영국 선교사가 공격을 당했는데, 그는 중국인 혐의자 색출 및 검거를 위해 당시 장쑤 성의 성도인 난징으로 가 지방관리들과 협상에 나섰다. 그는 상하이에서 통역관을 계속 겸임하면서 1850년 유럽 전근까지 계속 일했다. 1851년까지 유럽에 있다가 11월 21일 광둥 성으로 돌아왔는데 그는 업무를 바로 시작하지 않고 이듬해 2월까지 주변을 여행하며 민정을 살폈다. 광둥 주재 영국 영사관 영사 존 보우링 경의 부재시에는 영사 대리로 일하기도 했다. 1853년 8월 그는 광둥 주재 영국 부영사관을 잠시 맡았다.
1854년 파크스는 마침내 샤먼 주재 영국 영사관 영사에 올랐다. 그는 이듬해까지 선임 존 보우링 경을 보좌해 시암에 다녀오기도 했다. 거기서 영국과 시암 왕국 간의 조약 체결 실무를 담당했다. 보우링 조약(Bowring Treaty)으로 알려진 영국 태국 간 통상 조약이었다. 조약 승인을 받기 위해 영국에 간 그는 6월 1일 빅토리아 여왕에게 조약문을 상주하고 7월 9일 승인을 받았다. 그는 남은 하반기 내내 중국, 태국 관련 업무에만 치중했다. 그리고 마침내 1856년 보우링 조약이 조인됐고 그는 원래 임지인 광둥 성으로 돌아와 영사 대리를 맡았다.

### 제2차 아편전쟁

#### 전쟁 발발
불평등 조약인 난징 조약으로도 중영간의 무역 불균형은 해소되지 않았고 중국 내륙 개방은 여전히 요원했다. 광동 주재 영국 공사관에서 파크스가 맡은 임무는 당시 청나라 양광총독 예밍천(葉名琛,섭명침)에 맞서 조약을 영국에 더 유리하게 재개정하는 것이었다. 예밍천은 계속 거부했고 파크스는 결국 극단적인 방법을 생각하게 됐다. 두 사람의 갈등에서 제2차 아편전쟁(1856-60)은 시작됐다.
1856년 10월 8일 중국 국적 범선 애로우 호가 영국 상선기(the Red Ensign)를 달고 주강을 항행 중이었다. 선원 중 해적들이 위장잠입해 있다며 청의 관리들이 선장과 선원 전원을 체포하려 했다. 선장은 배에 없었고 12명의 선원을 체포한 그들은 영국 상선기를 강에 던져 버렸다.(애로호 사건) 파크스는 이를 개전의 훌륭한 계기로 여겼다. 이에 영국에 대한 심각한 도전이라며 엄중한 항의를 광저우 총독 예밍천에게 전달했다. 예총독은 상선기일 뿐 영국 국기도 아니고 더구나 중국 영토에서 단지 해적선을 나포한 당연한 권리를 행사한 것일 뿐이라며 일축했다. 파크스는 개전의 충분한 명분으로 간주하고 초대 홍콩 총독이 된 존 보우링 경에게 즉시 보고했다.
파크스는 중국을 더 몰아붙여야 했다. 예총독에게 즉시 선원 전원을 석방할 것과 영국 국기에 대한 모욕을 사과하라 무리하게 요구했다. 1842년 난징 조약에 의거한 광동성에서의 영국 권리에 따라 힐문장을 작성했으나 예총독은 계속 무시하고 힐문장 수리를 거절했다. 보우링 총독은 애로호 사건이 광동성에서의 무역과 외교의 걸림돌을 제거할 새로운 전기로 판단하고 개전 방침을 결정해 본국에 여부를 물었다.
예총독이 굴복을 거부하자 영국 함대는 10월 29일 난구포대 앞에 진을 쳤다. 파크스는 제독 마이클 세이무어 경과 함께 양광총독 예밍천의 관사로 갔다. 영국은 사실 남중국해에 병력이 충분치 않아 광동 광서 전부를 점령하기는 무리였다. 일단 주강 하구를 막고 함포를 겨냥한 상태에서 협상이 계속 결렬되던 끝에 12월 16일 청나라 군이 전 화력을 영국 함대와 시 외곽의 외국인 주거 지역을 향해 집중했다. 영국 함대도 심대한 피해를 입고 프랑스 함대의 엄호를 받아 겨우 사지를 벗어났다. 파크스도 본국에서 정식 지원군이 올 때까지 근 1년 간 홍콩으로 피신했다. 청나라는 자신감을 얻고 강경론이 득세하게 됐다.
영국 내 전쟁 반대론자들은 명분이 없다며 연일 파크스를 공격했다. 특히 1857년 2월 26일, 맘스베리 공작은 영국 상원(the House of Lords)에서 연설중 이렇게 말했다. "만약 이번 일로 인해 심각한 결과가 생기지만 않는다면 좋겠는데, 내 평생 이번 파크스의 일처리보다 그로테스크한 건 생각해본 적조차 없다."

#### 광동 전투
1857년 의회의 전쟁 승인이 의결된 후 11월 대중국 전권대사 엘진 백작의 영국 본대가 증원돼 홍콩으로 집결했다. 때마침 광시에서 프랑스 선교사 오귀스트 샤프들랭(Auguste Chapdelaine)의 처형을 문제삼은 프랑스도 참전 선언했다. 이에 영국과 프랑스는 연합 함대를 꾸렸으며, 파크스는 마이클 세이무어 제독의 참모 겸 영프 대표단의 일원으로서 12월 12일에 최후통첩을 전달했다. 최후 통첩 기한인 12월 28일이 지나자 연합군은 광저우에 포격을 시작해 해를 넘기기도 전에 점령했다. 파크스는 도주 중인 예밍천 양광총독을 사로잡았다. 영국의 변호사이자 역사학자이며 당시 더 타임즈 종군기자로 현장에 있었던 조지 쿡(George Wingrove Cooke)은 이 때를 묘사하길, 파크스가 "예는 내가 사냥했어(Ye was my game)"라며 그를 때리고 모욕을 가하는 등 특이한 쾌감을 느끼는 듯했다고 했다. 기사는 이렇게 끝맺고 있다. "매우 비대한 남자가 관사 벽 제일 끝에 쭈그려 충격을 이겨내려 애쓰고 있었다" 섭명침은 48일 뒤 인도 캘커타에 유폐된 후 스스로 곡기를 끊고 아사했다.
1858년 1월 9일 몽골 출신 보구이가 청나라 조정에서 후임 양광총독으로 지명됐으나 총독관저가 있는 광저우는 영불 연합군에 의해 점령된 상태였다. 파크스는 중국어에 능통한 현지 최고위직으로서 연합군의 법정 설치 및 경찰력 배치를 총괄했으며, 연합군 측은 2월 10일에 광저우 항구를 재개항했다. 톈진 조약이 조인은 아직 되지 않고 1월 26일 문서만 교환된 상태에서 현지 분위기는 유럽에 적대적이었으며, 영불 연합군이 통치력을 구석구석 미칠 수 없는 상태였다. 광시 광동 양 주에서 의병들이 일어나고 있었으며 파크스의 머리에 현상금이 걸려있었다.
1859년 12월 6일 파크스는 광동 전투 승리의 공으로 빅토리아 여왕으로부터 기사 작위 삼등(CB)에 서훈됐다. 작위 수여를 위해 영국에 간 파크스는 패니 플루머(Fanny Plumer)와 교제를 시작했다. 그녀는 잉글랜드·웨일즈 고등법원 부장판사이자 기록보관관인 토마스 플루머의 딸로 그들은 친구의 소개로 만났다. 그녀를 묘사한 친구의 글에 따르면 '아름다운 얼굴로 키가 컸으며, 신체 비율이 좋고 우아하며 머리결이 풍성하고 부드러웠다'는 등 극찬으로 가득하다. 6개월의 교제 기간후 그들은 1860년 정초에 웨일즈와 잉글랜드 경계 근처, 슈롭셔 휘트처치(Whitchurch)의 세인트 로렌스 교회에서 결혼식을 올렸다. 파크스 부부는 1월 9일 중국으로 떠났다.

#### 북경 전투
1860년 6월 25일 영국군은 광동 방면 전투 때의 8배에 달하는 대함대로 톈진 다구포대를 포격했다.(제3차 다구포대 포격) 6월 6일 엘진 경은 미리 파크스를 발해 만으로 호출했었다. 파크스는 당시 엘진 경의 대중국 수석비서 토머스 웨이드의 옆에서 톈진 조약을 준비했다.
1860년 8월 1일 제임스 그랜트 경의 수행원(attaché)으로 톈진의 베이탕(北塘)에 파견됐다. 그곳에서 그는 자국민을 비롯한 유럽인들을 안전 지대로 소개시키고 청의 요새인 다구포대 정찰 임무를 수행했다. 8월 21일 영국군은 요새 북쪽 진지 돌격을 성공적으로 마쳤으며, 파크스도 다른 진지의 항복을 받아내려 협상에 나섰다. 3일 후, 그는 톈진 시내로 들어가 영불 연합군과 청나라 황제의 사신 간의 회담자리를 주선했다. 회담이 시작되자 청의 사신이 황제에게 전권을 받지 않았다는 사실이 드러나 회담은 결렬됐으며, 영불 연합군은 청의 수도인 베이징으로 진군했다.
파크스와 헨리 로크 남작(엘진 백작의 수석 비서관)을 비롯한 대표단이 영불 연합군에 앞서 청나라의 관리들과 퉁저우(通州,톈진과의 경계지역)에서 만난 것은 9월 14일부터 17일까지였다. 더 타임즈 기자인 토머스 보울비(Thomas Bowlby)가 현장 취재했는데, 일단 영불 연합군을 베이징 시 바깥 5마일(약 8km)에 대기시킨 채 새 조약문을 작성하도록 양국 대표단이 우선 합의했다. 그런데 9월 18일 파크스를 비롯한 대표단이 영국군영으로 돌아가는 도중 청나라 군의 재집결을 멀리서 보고 뭔가 잘못된 것을 깨달았다. 급히 회담장에 돌아간 그들은 왜 합의를 어기느냐며 항의했다. 그러자 청군 사령관 승격림심은 그 자리에서 그들을 체포했으며, 그들을 북경으로 압송해 형조 감옥에 가두고 고문했다.
1860년 9월 29일 제6황자 공충친왕의 명으로 파크스와 로슈는 감옥에서 베이징 어느 사원으로 이송됐다. 그는 파크스와 로슈를 회유하려 했으나 그들은 엘진 사령관에 대한 청의 어떤 요구도 듣지 않았다. 10월 8일 파크스와 로슈를 비롯한 다른 6명의 인질들은 감금에서 벗어났다. 10월 18일 대표단 감금 및 고문에 대한 보복을 명분으로 영불 연합군의 진공이 시작됐다. 목표는 함풍제가 몽진 가있는 허베이성 북서부 끝 여름궁, 즉 열하였다.

#### 종전 및 베이징 조약
1860년 10월 18일 청나라가 마침내 굴복하고 베이징 조약이 조인됨에 따라 파크스는 광저우 원 부임지로 돌아갔다. 그의 새 임무는 홍콩을 영연방에 가입시키고 새로 할양받은 주룽반도를 안정화하는 것이었다. 2년 전 조약문만 교환하고 아직 비준되지 않았던 톈진 조약이 비준됨에 따라 청나라는 내륙 세 개의 항구를 새로 개항했으며 새로 삼구통상대신 직책을 만들어 열강과 통상했다. 대신 영국을 비롯한 열강들은 난징 태평천국의 난을 진압하는 데 최선을 다하기로 약속했다.
1861년 4월 파크스는 북경으로 갔다가 6월엔 난 진압과 관련해 태평천국군 고위층과 만나기 위해 난징으로 갔다. 10월 21일에는 영불 연합군이 광둥 성 점령지를 청나라에 반환했고 이에 따라 광저우에서의 파크스의 임무도 일단계 맺음을 했다. 파크스는 상하이로 11월에 여행을 떠나 12월에는 닝보시에서 태평천국군 협상단과 다시 만났다.
1862년 영국으로 귀환한 그는 제2차 아편전쟁 때 감금 당했던 일에 관해 신문에 글을 기고해 인기를 얻었다. 1862년 5월 19일 빅토리아 여왕은 그를 기사 작위 이등(KCB:Knight Commander of the Order of the Bath)으로 올려줬다. 파크스 경은 1864년 1월 영국을 떠나 3월 상하이에 도착해 주중영국영사로서 업무를 시작했다.(임명은 1858년 12월 21일)

### 주일 영국 공사 시절

#### 도일
1865년(게이오 원년) 작년 시모노세키 포격 사건 때의 과격한 조처에 대한 책임을 물어 주일영국공사 러드퍼드 올콕 경이 해임됐다. 파크스는 후임 주일공사로 임명돼 주일영군이 주둔한 요코하마에 도착했다. 당시 쇼군인 도쿠가와 이에모치 등 막부 고위 관료 대개가 1차 조슈 정벌 지휘 문제로 에도를 비우고 있었기 때문에, 파크스는 프랑스, 네덜란드 연합함대를 효고 앞바다로 보내 막부와 교토 조정 양측 모두에 큰 위압감을 줬다. 그 결과 고메이 천황이 직접 칙허를 내려 관세율 개정을 그들의 입맛대로 해주는 대신, 함께 요구했던 효고 개항은 못한다 버텼다. 그는 중국의 자기 가족들을 데리러 상해로 가는 도중 시모노세키에 들러 다카스기 신사쿠, 이토 히로부미 등 조슈 측 인사들과도 밀담을 나눴다.

#### 메이지 유신
1866년(게이오 2년) 영불네 3국 연합은 막부와 관세율 개정에 조인했다. 파크스는 토머스 글러버의 소개로 사쓰마번을 방문해 번주 시마즈 다다요시(島津忠義)및 시마즈 히사미쓰, 사이고 다카모리, 데라지마 무네노리 등과 만났다. 2차 조슈 정벌 발발 직후 프랑스 공사 레옹 로슈(Michel Jules Marie Léon Roches,1809년-1900년)와 함께 시모노세키에서 기도 다카요시, 이토 히로부미를, 오쿠라 방면 막부 진지에서는 로주(老中) 오가사와라 나가유키와 연이어 회담하는 등 양자 충돌을 막으려 했으나 실패했다. 그 후 우와지마 번을 방문해 다테 무네나리와도 만났다. 연말에는 영국공사관의 에도 이전이 있었다.
1867년 쌀값 폭등으로 인한 에도의 소요 사태에 대해 막부에 쌀 수입을 제안했다. 이를 수긍한 막부는 곧 칙령을 반포해 쌀 수입과 판매를 허용했다. 파크스는 새 쇼군이 될 도쿠가와 요시노부를 알현하기 위해 당시에도 유명 휴양지였던 하코네를 경유해 오사카로 갔다. 전대 쇼군이 죽고 후임에 거론된 요시노부는 아직 일황의 칙허를 받지 못한 상태였지만 효고 개항을 약속했다. 파크스는 이때의 요시노부의 인상을 '지금까지 만난 일본인 중에서 가장 뛰어난 인물'이라 극찬했다. 교토부 북쪽 쓰루가 만을 시찰하러 북상했다가 교토 조정의 적대적 여론을 알게 돼 오사카 귀환 후 해로로 에도에 귀환했다.
고베 해군 조련소 소장 카츠 카이슈와 영국 해군 교관 채용 문제로 만났고, 영국 군함 스납프 호(후일의 바실리스크 호)로 하코다테를 돌아 동해 방면으로 남하 후, 니이가타현, 사도가섬, 노토반도 등을 돌아보고 나가사키를 경유해 오사카로 일본을 일주했다. 이카루스 호 사건으로 영국 수병이 살해된 것과 일본의 기독교 탄압에 대해 알게 된 그는, 막부 측에 이카루스 호 사건의 책임을 강하게 추궁하는 한편, 사건 용의자들이 도사번 출신 탈번 낭인들로 의심돼, 도쿠시마번을 경유해 도사번에 가 도사 번 참정 고토 쇼지로(後藤象二郎)와 주로 회담했다. 그는 막부와 교토 조정 양측의 방해에도 불구하고 효고 항 개항 및 오사카 자유시장 설치를 밀어붙였다. 1867년 말 도쿠가와 요시노부가 평화적으로 정권을 일황에게 반환하고 왕정복고의 대호령이 내려졌다. 파크스 영사는 이 때 퇴임 쇼군 도쿠가와 요시노부를 다시 배알했다.

#### 파크스 습격 사건
1868년(게이오 4년,메이지 원년) 도바 후시미 전투를 막부측에서 걸었다가 졌다. 요시노부는 오사카성을 탈출했고 막부에서 각국 외교단에 보호불능을 선언해 와 파크스는 효고 항으로 피신했다. 흔히 고베 사건으로 알려진 미국 해병대,프랑스 수병 연합 대 영국 군사고문이 지휘하는 비젠 번 병력의 전투가 일어났다. 이미 막부 군은 쫓겨가고 메이지 신정부에서 파견한 히가시구제 미치토미(東久世通禧)가 파크스 측에 회담을 요청했다. 히가시구제는 파크스에게 신정부 방침이 결코 쇄국이나 양이가 아니며, 현재까지 에도 막부가 외국 정부와 맺은 조약들을 그대로 승계할 것이라 약속해 고베 사건도 마무리됐다. 파크스는 영국 공사관을 설득해 보신 전쟁에 중립을 선언하게 하고 메이지 천황 알현을 허락받았으며, 그 과정에 사카이 사건이 일어났으나 이것도 교토에서 산조 사네토미, 이와쿠라 도모미 등을 만나 해결을 보고 마침내 입궐할 참이었다. 그런데 궁으로 가는 도중 2명의 괴한이 습격해 왔다. 그들은 곧 격퇴돼 파크스는 무사했으나 알현은 3일 연기됐다. 메이지 신정부의 막부 토벌군(東征軍)이 에도를 접수할 즈음 파크스도 요코하마로 돌아가 치안유지를 도우는 한편, 요시노부 처분안에 대한 논쟁에 의견을 내 토벌군의 에도 무혈입성에 공헌했다. 오사카에서 일황을 알현하고 신정부에 대한 신임장을 교환하면서 열강 중 최초로 메이지 신정부를 승인했다.

### 메이지 유신 이후
1869년(메이지 2년) 프랑스, 네덜란드, 영국 3국 공사는 이와쿠라 토모미와 회담하고 홋카이도로 도망간 막부 잔존 세력을 인정치 않겠다 약속했다. 이에 반해 미국, 이탈리아, 프로이센은 그들을 승인할 기세였다. 파크스는 이와쿠라와 같이 요코하마 주재 영불군 철수 문제 등 산적한 외교, 내정 문제에 의견을 나눴다.
1871년(메이지 4년) 다시 이와쿠라 토모미와 회견하고 사쓰마번 등 여러 번과 사무라이들이 메이지 신정부에 관해 갖는 불만이 높아지고 있으며 이에 대해 사병 혁파 및 일본군 창설, 폐번치현 등을 놓고 토론을 벌였다. 파크스는 주일영군의 대폭 감군을 약속하고 마침 휴식년에 귀국해 애덤스가 공사대리를 맡았다. 그는 휴식년 임시 귀국 후에도 본국에서 대일외교에 대해 영국 정부에 진언했다. 주요 내용은 다음과 같다.
- 이와쿠라 사절단의 영국 방문을 기해 일본에 귀환하는 윌리엄 애스턴[19]을 통역으로 채용할 것.
- 일본 황실 전용 마차를 기증할 것.
- 요코하마 주둔 주일영군 철수 기한에 대해.
- 폐번치현에 관한 의견
- 도쿄에 항구적으로 영국 공사관을 설치할 것.
- 공사관원, 영사관원의 처우개선.
- 청일수호조약에 대해.

등등이다.
1872년(메이지 5년) 파크스는 영국을 순방 중이던 이와쿠라 토모미와 주영일본공사 데라지마 무네노리(寺島宗則)를 만나 영일 조약 개정에 대해 의견을 나눴다. 일본인 유학생의 교육과 일본 해군의 육성에 대해 최선의 협력을 다하겠다 약속했으며, 영국 외무장관 그랜빌 백작과 영일 조약 개정에 관한 예비교섭을 준비했다. 일본은 조약 개정에 대한 보답으로 기독교 자유화, 외국인 내국 여행 자유화를 제시하고 대신 치외법권 철폐, 주일영군 철수, 시모노세키 전쟁 배상금 탕감 등을 제시했다.
1873년(메이지 6년) 파크스는 휴식년을 마치고 일본으로 귀임했다. 메이지 유신 후 그는 일본에 서양문명을 뿌리내리게 하도록 노력했고, 교류 확대를 꾀했으며 일본 아시아 협회장을 맡기도 했다. 다만 조약 개정이 영국 내부 사정으로 지지부진해 일본 외무경 데라지마 무네노리와 대립하기도 했다.
1883년(메이지 16년) 일본 체류 18년만에 주청영국공사 겸 주한영국공사가 돼 중국으로 갔다.
1885년 부임지인 베이징에서 말라리아에 걸려 사망했다. 향년 57세. 아서 왕자(Duke of Connaught)는 상하이 와이탄에서 파크스 흉상 제막식을 직접 열었다. 흉상은 제2차 중일전쟁 때 일본이 철거하기 전까지 와이탄에 있었다.

## 자녀
장녀인 매리언 파크스는(Marion Parkes) 자딘 매터슨 지주회사의 계열사인 홍콩랜드의 총수 제임스 J. 케직(James Johnstone Keswick)과 결혼했고, 차녀 메이블 데스버러 파크스는 에거턴 레벳(Egerton Levett) 해군 대위와 결혼했다. 1890년 낙마사고로 사망했다.

## 기타
- 1867년 부인을 동반해 후지 산을 등정했는데, 미세스 파크스의 산행이 외국 여성 최초의 후지산 등정이었다. 당시까지 일본은 전통적으로 여성의 후지 산 입산이 금해졌었으나 1832년 이미 다카야마(高山)란 이름의 일본 여성이 남장으로 후지산에 올랐다는 기록이 남아있다. 최초의 외국인 등반자는 영국인 의사이자 전임 영국 공사인 러더퍼드 올콕 경(Sir Rutherford Alcock,1809-1897)이었다고 한다.

## 참고 도서
- Daniels, Gordon. (1996). Sir Harry Parkes: British representative in Japan 1865–83. Folkestone: Japan Library. ISBN 1-873410-36-0
- Lane-Poole, Stanley and Frederick Victor Dickins. (1894). Life of Sir Harry Parkes. (Vol. I, China; Vol. II, Japan) London: [digitised by University of Hong Kong Libraries, Digital Initiatives, "China Through Western Eyes." ] extract, volume 1, chapters XV-XVII
- Lovell, Julia (2011). Opium War. London: Picador. ISBN 9780330537858.
- Nish, Ian. (2004). British Envoys in Japan 1859–1972. Folkestone, Kent: Global Oriental. ISBN 9781901903515; OCLC 249167170
- Parkes, Harry. (1871)."Reports on the manufacture of paper in Japan," Japan, No. 4.
- Wells, John. "Parkes, Sir Harry Smith (1828–1885)". Oxford Dictionary of National Biography. Oxford University Press. Retrieved 4 November 2008.The first edition of this text is available as an article on Wikisource: "Parkes, Harry Smith". Dictionary of National Biography. London: Smith, Elder & Co. 1885–1900.
- Wong, J.Y.; Patrick Hannan; Denis Twitchett (2003). Deadly Dreams: Opium and the Arrow War (1856–1860) in China. Cambridge University Press. pp. 43–66. ISBN 0-521-52619-1.
- 영국외교관이 본 막부말 유신(英国外交官の見た幕末維新) 알제넌 미드포드(Algernon Bertram Freeman-Mitford, 1st Baron Redesdale) 著, 나가오카 히로조(長岡洋三) 번역, 코단샤(講談社) 1998년 간행, ISBN 978-4061593497
- 외교관이 본 메이지유신(外交官の見た明治維新) 상하권, 어네스트 새토우(Sir Ernest Mason Satow) 경 著 사카다 세이이치(坂田精一) 번역, 이와나미문고(岩波文庫), ISBN 4003342518 (상) ISBN 4003342526 (하)
- 해리 S. 파크스, 김현수 著, 단국대학교 출판부, 2001년 2월 간행, ISBN 9788970924540

## 같이 보기
- 토머스 블레이크 글로버